# 锰酸钡
锰酸钡是一种无机化合物，化学式 BaMnO4。它在有机化学中是一种氧化剂。

## 性质
锰酸根离子是 d1 电子构型的，为四面体型，键角 109.5°。其中的 Mn-O 键和 K2MnO4 一样，都为 1.66 Å。作为比较，锰酸根离子的 Mn-O 键比 MnO4−（1.56 Å）长，但比 MnO2（1.89 Å）短。锰酸钡的结构和 BaCrO4 和BaSO4一样。锰酸钡是深绿、深蓝或黑色晶体。锰酸钡稳定，可以在干燥条件下储存数个月。

## 制备
锰酸钡可以由锰酸钾和氯化钡的复分解反应而成：
BaCl2  + K2MnO4   →   2 KCl  +  BaMnO4

## 反应
锰酸钡可以把醇氧化成羰基、二醇氧化成内酯、硫醇氧化成二硫化物、芳香胺氧化成重氮化合物、对苯二酚氧化成对苯醌、苄胺变成苯甲醛等等。